# Parafia Najświętszej Maryi Panny Matki Kościoła w Sarbicach
Parafia Najświętszej Maryi Panny Matki Kościoła w Sarbicach – jedna z 11 parafii rzymskokatolickich dekanatu radoszyckiego diecezji radomskiej.

## Historia
- Sarbice w XV w stanowiły wieś królewską należącą do parafii Mnin, a w wieku XVI w. do parafii Radoszyce. Od lat osiemdziesiątych XX w. istniał w Sarbicach punkt katechetyczny. Kościół według projektu arch. Zdzisława Wieka zbudowany został w 1991 staraniem ks. Jana Grochowskiego jako punkt dojazdowy z parafii Mnin. Kamień węgielny poświęcił bp. Walenty Wójcik, a kościół bp. Adam Odzimek 27 października 1991. Od 1994 Sarbice stanowiły samodzielny wikariat. Parafia została erygowana 25 grudnia 1997 przez bp. Edwarda Materskiego.

## Terytorium
- Do parafii należą wierni zamieszkujący: Krężołek, Przegrody, Sarbice Pierwsze[1].

## Proboszczowie
- 1992 - 2001 - ks. Andrzej Olszewski
- 2001 - 2010 - ks. Ryszard Stylski
- 2010 - 2012 - ks. Zbigniew Stanios
- 2012 - 2021 - ks. Jacek Celuch
- od 2021 - ks. Bogdan Pacyniak